# Neil Smith (jégkorongozó)
Neil Smith (Kanada, Ontario, Toronto, 1954. január 9. –) kanadai profi jégkorongozó, edző, igazgató, csapat tulajdonos. Calder-kupa és Stanley-kupa-győztes.

## Játékos pályafutása
Komolyabb junior karrierjét a Québec Major Junior Hockey League-es Drummondville Rangersben kezdte 1972-ben. 1974-ben felvették a Western Michigan University-re és 1978-ig tanult és játszott az egyetemen. Az 1974-es NHL-amatőr drafton a New York Islanders választotta ki a 13. kör 204. helyén. A National Hockey League-ben sosem játszott. Profi pályafutása a az International Hockey League-ben kezdődött 1978-ban a Kalamazoo Wingsben. A következő évet ebben a csapatban kezdte majd a szintén IHL-es Saginaw Gearsbe került. Végül 1979–1980-ban négy csapatban is játszott: a Milwaukee Admiralsban, a Muskegon Mohawksban, a Dayton Gemsben és az Eastern Hockey League-es Hampton Acesben. Ezután visszavonult.

## Visszavonulás után
1982 és 1985 között a Detroit Red Wings játékos megfigyelője volt, majd 1989-ig egyszerre a Adirondack Red Wings általános igazgatója és a Detroit Red Wings helyettes igazgatója volt. Ez idő alatt két Calder-kupát nyert a Adirondack Red Wings. 1989-től a New York Rangers igazgatója és kis ideig az elnöke volt. 1994-ben a Rangers megnyerte a Stanley-kupát. 2000-ben otthagyta a csapatot és két év szünet után az ECHL-es Johnstown Chiefs tulajdonosa és egy szezonban az edzője lett egészen 2010-ig. Közben a New York Islanders igazgatói posztját, a Dallas Stars helyettes igazgatói posztját is betöltötte, valamint volt az Anaheim Ducks játékos megfigyelője is. 2011 óta az ECHL-es Greenville Road Warriors tulajdonosa, elnöke és igazgatója.